# Van den Bergh (cráter)

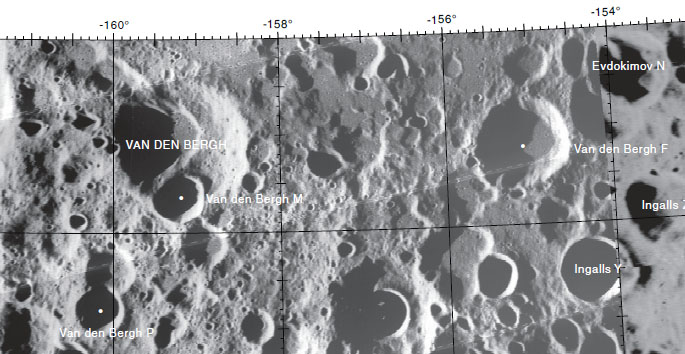
Entorno de Van den Bergh

Van den Bergh es un erosionado cráter de impacto que se encuentra en la cara oculta de la Luna, justo al este del cráter más grande Cockcroft. Al norte se halla Evershed.
|  |

Desde su formación, este cráter ha sido muy desgastado por impactos posteriores, que han suavizado y redondeado su perfil. El cráter satélite Van den Bergh M atraviesa el borde sur, y presenta una depresión de un viejo impacto en la parte noroeste del suelo interior. Varios pequeños cráteres se sitúan en el borde hacia el este y el oeste. Este cráter se encuentra dentro del sistema de marcas radiales del cráter Jackson, ubicado al sur-suroeste.

## Cráteres satélite
Por convención estos elementos son identificados en los mapas lunares poniendo la letra en el lado del punto medio del cráter que está más cercano a Van den Bergh.
|               | \| Van den Bergh \| Coordenadas \| Diámetro \| \| ------------- \| ------------------------------- \| -------- \| \| F \| 31°00′N 155°00′O / 31.0, -155.0 \| 29 km \| \| M \| 30°42′N 159°12′O / 30.7, -159.2 \| 15 km \| \| P \| 29°30′N 160°06′O / 29.5, -160.1 \| 15 km \| \| Y \| 33°06′N 159°42′O / 33.1, -159.7 \| 43 km \| |          |
| Van den Bergh | Coordenadas | Diámetro |
| F             | 31°00′N 155°00′O / 31.0, -155.0 | 29 km    |
| M             | 30°42′N 159°12′O / 30.7, -159.2 | 15 km    |
| P             | 29°30′N 160°06′O / 29.5, -160.1 | 15 km    |
| Y             | 33°06′N 159°42′O / 33.1, -159.7 | 43 km    |